# Lee Si-a
Lee Si-a (이시아?), pseudonimo di Lee Ji-a (이지아?; Seul, 10 luglio 1990), è un'attrice sudcoreana.
Ha esordito nel mondo dell'intrattenimento nel 2011 come componente del girl group giapponese Chi Chi, usando il nome d'arte Shine, ed è passata alla recitazione l'anno successivo, apparendo in diverse serie televisive tra cui Guam Heo Jun, Naegen neomu sarangseureo-un geunyeo e Hanyeodeul. Ha interrotto la carriera di cantante nel 2013.

## Filmografia

### Cinema
- Lucid Dream (루시드 드림?), regia di Kim Joon-sung (2017)
- Hyeopsang (협상?), regia di Lee Jong-seok (2018)
- Eolgur-eomneun boss (얼굴없는 보스?), regia di Song Chang-yong (2019)

### Televisione
- Guam Heo Jun (구암 허준?) – serie TV (2013) – cameo
- Naegen neomu sarangseureo-un geunyeo (내겐 너무 사랑스러운 그녀?) – serie TV (2014)
- Hanyeodeul (하녀들?) – serie TV (2014-2015)
- Gwisinboneun hyeongsae, Cheo-yong (귀신 보는 형사 처용?) – serie TV, episodio 2x06 (2015)
- Remember - Adeur-ui jeonjaeng (리멤버 - 아들의 전쟁?) – serie TV, episodi 5-6 (2015)
- Signal (시그널?) – serie TV (2016)
- Byeollan gajok (별난 가족?) – serie TV (2016)
- Tunnel (터널?) – serie TV (2017)
- Susanghan partner (수상한 파트너?) – serie TV, episodio 6 (2017)
- Modu-ui yeon-ae (모두의 연애?) – serie TV (2017)
- Mr. Sunshine (미스터 션샤인?) – serie TV (2018) – cameo
- Geunyeoro malhal geot gat-eumyeon (그녀로 말할 것 같으면?) – serie TV (2018)
- 365: Unmyeong-eul geoseureuneun 1nyeon (365: 운명을 거스르는 1년?) – serie TV (2020)
- Goryeo Georan jeonjaeng (고려 거란 전쟁?) – serie TV (2023-2024)
- Jaebeolxhyeongsa (재벌X형사?) – serie TV, episodi 4, 8-9 (2024)
- Won-gyeong (원경?) – serie TV (2025)